# Ди Помпео, Кристоф
Кристоф Ди Помпео (фр. Christophe Di Pompeo) — французский политик, член партии Вперёд, Республика!, бывший депутат Национального собрания Франции.

## Биография
Родился 15 июля 1964 года в Отмоне (департамент Нор). Профессор экономики, в последние годы работал в области общественного здравоохранения.
Член Социалистической партии с 1990-х годов, Кристоф Ди Помпео избирался по списку социалистов в совет города Мобёж в 2008 и 2014 годах. Разочаровавшись в идеях социалистов, в 2016 году он вышел из партии, а в 2017 году примкнул к партии Вперёд, Республика!, созданному Эмманюэлем Макроном. На  выборах в Национальное собрание 2017 года он стал кандидатом Вперёд, Республика! по 3-му избирательному округу департамента Нор и одержал победу, получив во 2-м туре 51,30 % голосов.
В Национальном собрании являлся членом Комиссии по иностранным делам, возглавлял парламентскую группу дружбы Франция-Италия. Он выступает в итало-французском клубе, основанном Эдоардо Секки, для поддержки франко-итальянского сотрудничества. Он также являлся Специальным докладчиком по географическому региону США и Канады и председателем группы по вопросам безопасности.
На выборах в Национальное собрание в 2022 году вновь баллотировался от партии Вперёд, Республика! по 3-му избирательному округу департамента Нор, но смог получить в 1-м туре только 15,0 % голосов, занял четвертое место и во второй тур не прошел.

## Политическая карьера
16.03.2008 — 14.03.2020 — член совета города Мобёж 

29.03.2004 — 14.03.2010 — член Совета региона Нор-Па-де-Кале 

23.04.2011 — 05.12.2015 — член Совета региона Нор-Па-де-Кале 

21.06.2017 — 21.06.2022 — депутат Национального собрания Франции от 3-го избирательного округа департамента Нор 